# Noćne životinje
U životinjskom ponašanju, noćne životinje su one koje spavaju i miruju tokom dana, a bivaju aktivne tokom noći — suprotno dnevnom načinu života ljudi i ostalih dnevnih životinja. Sama pojava se zove nokturnalnost (od lat.  — „noćni”). Prijelazni oblik sumračne aktivnosti (aktivnosti u sumrak ili u zoru) takođe je česta pojava. Neke su pak vrste aktivne i tokom dana i tokom noći. Život tokom noći može se posmatrati kao diferencijacija ekoloških niša, gdje ekološka niša pojedinih vrsta nije razdijeljena raspoloživim izvorima hrane, već samim vremenom, tj. vremenskom podjelom ekološke niše. Isto tako, moguće ga je posmatrati i kao oblik kriptike, drugim riječima prilagođavanje radi izbjegavanja ili poboljšanja predatorstva. Postoje i ostali razlozi noćnog načina života, poput izbjegavanja dnevne vrućine. Ovo pravilo posebno vrijedi za pustinje, gdje noćni način života onemogućava gubljenje dragocjene vode tokom toplog, suhog dana. Ova prilagodba poboljšava osmoregulaciju.
Mnoge vrste koje su inače dnevnog načina života pokazuju prilagodbe noćnom načinu života; primjerice, mnoge morske ptice i morske kornjače koje su prvenstveno dnevne životinje pohode kolonije i mjesta za razmnožavanje radi smanjivanja predatorstva (na same sebe, kao i na svoje potomstvo). Neke životinje nisu zapravo noćne, već su sumračne, aktivne većinom u sumrak.
Noćne životinje u pravilu imaju visoko razvijena čula sluha i njuha, te posebno prilagođen vid. U zoološkim vrtovima, noćne životinje se obično drže u posebnim ograđenim prostorima s noćnim osvjetljenjem radi okretanja njihovog ciklusa sna i budnosti kako bi ih održali aktivnima tokom sati u kojima ih posjetioci pokušavaju vidjeti.
Neke životinje, poput mačaka, imaju oči koje se mogu prilagoditi dnevnom i noćnom osvjetljenju; zato su krepuskularne, aktivne posle zore i pre sumraka. Drugi, poput galagija i šišmiša, mogu funkcionisati samo tokom noći.
Osoba koja pokazuje noćne navike često se naziva noćnom pticom; ona ili on je „večernjeg” hronotipa.

## Literatura
- Agee, H. R.; Orona, E. (1988). „Studies of the Neural Basis of Evasive Flight Behavior in Response to Acoustic Stimulation in Heliothis zea (Lepidoptera: Noctuidae): Organization of the Tympanic Nerves”. Annals of the Entomological Society of America. 81 (6): 977—985. doi:10.1093/aesa/81.6.977..
- izd.   0-8053-1957-3.
- Hall, Margaret I.; Kamilar, Jason M.; Kirk, E. Christopher (2012). „Eye shape and the nocturnal bottleneck of mammals”. Proceedings of the Royal Society B: Biological Sciences. 279 (1749): 4962—4968. PMC 3497252 . PMID 23097513. doi:10.1098/rspb.2012.2258..

## Spoljašnje veze
Mediji vezani za članak Noćne životinje na Vikimedijinoj ostavi